# 中村悠斗
中村 悠斗（なかむら ゆうと、1983年12月18日 - ）は、日本の男性ファッションモデル、俳優。福岡県出身。

## 人物
- 血液型はA型。
- 特技はサッカー、無回転フリーキック。フランス語、アラビア語、スペイン語、イタリア語、英語。
- 趣味はモノポリー、サッカー、バードウォッチング。
- ドラマに出演するなど、俳優としても活動している。
- 立正大学では地球環境科学部に属し地理学・考古学を学んでいた。
- インディアナ・ジョーンズの大ファンであり大学もその影響を受けている。
- 小学生時にサッカーでアジアカップ準優勝している。

## 出演

### テレビ
- わたしたちの教科書（フジテレビ）
- 音女（テレビ朝日）
- 着信アリ（テレビ朝日）
- BE-BOP-HIGHSCHOOL（TBS）
- ミックスジュースデナイト（GyaO） - 司会
- チェンジメーカー（NHK） - レポーター
- アザミ嬢のララバイ第6話　赤い靴（毎日放送） - 友明役（主演）
- 戦国鍋TV〜戦国ヤンキー川中島学園〜（TVK他） - 北条氏康役
- イケメンデルの法則（関テレ） - ゲスト
- 10分BOX（フジテレビ） - ゲスト
- 4夜連続ドラマ O-PARTS〜オーパーツ〜（フジテレビ） - エプシロン役
- 5時に夢中金曜日黒船特派員（東京MXTV）2012年4月より正式レギュラー
- シンデレラーズ・ストーリー（秋葉原＠TV） - 2012年9月より司会、MC

### ゲーム
- 428 〜封鎖された渋谷で〜 - 遠藤亜智役（主演）

### 雑誌
- WOOFIN'
- smart
- PINKY
- Men's JOKER
- smartMAX
- HUGE
- COVER

### カタログ
年間キャンペーンモデル
- 2009年 GATSBY ヘアーワックス
- 2010年 ZIMA「Kiss A-ZIMA」中村悠斗 唇

### ショー
- Peg
- SHOWROOM UNDER
- 東京コレクション等

### PV
- 上木彩矢「世界はそれでも変わりはしない」
  - PVはアルバム『AYA KAMIKI Greatest Best』の付属DVDに収録。
- DOUBLE「残り火-eternal BED-」
  - PVはアルバム『10 YEARS BEST WE R&B』の付属DVDに収録。メイキング映像でも登場する。